# کانتینر کشتی

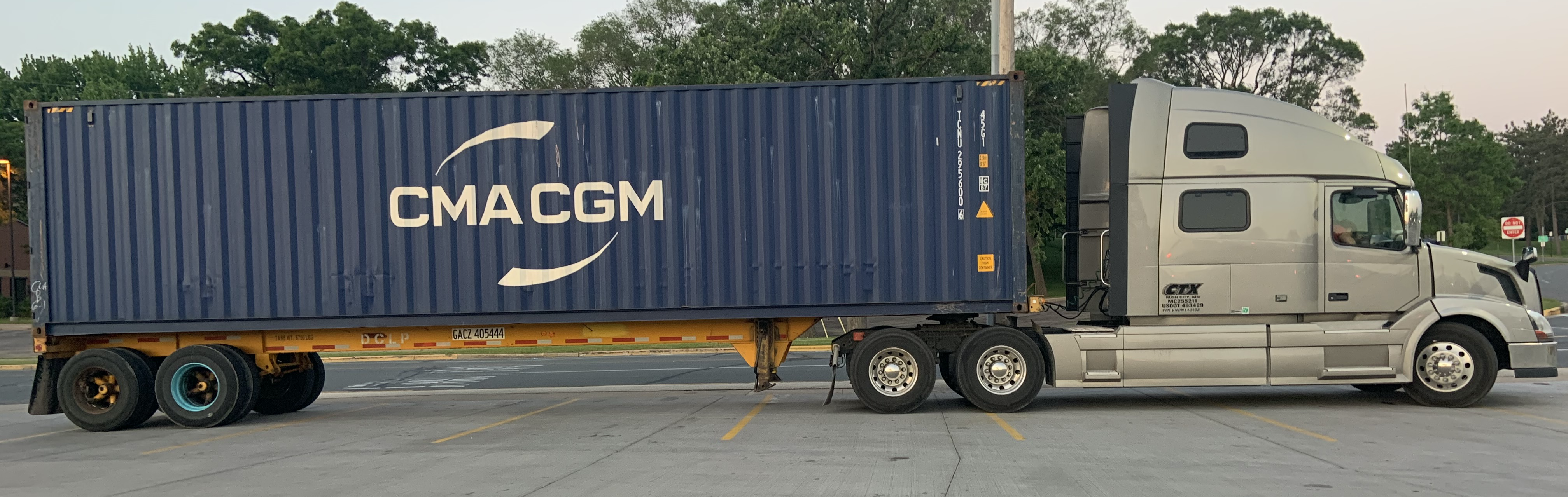
یک کانتینر کشتی ۴۰ فوتی

کانتینر کشتی (انگلیسی: Shipping container) مکعب مستطیل‌های فلزی مقاومی است که برای حمل نقل و نگهداری کالا در کشتی رانی استفاده می‌شود. کانتینرهای کشتی یک واحد حمل و نقل و ذخیره‌سازی قابل استفاده مجدد برای جابجایی محصولات و مواد خام بین مکان‌ها یا کشورها هستند. حدود هفده میلیون کانتینر در جهان وجود دارد و بخش بزرگی از محموله‌های بین‌المللی تولید شده توسط تجارت بین‌المللی در این گونه کانتینرها حمل و نقل حمل می‌شوند. اختراع آنها سهم عمده ای در جهانی شدن تجارت در نیمه دوم قرن بیستم داشت و به‌طور چشمگیری هزینه حمل و نقل کالا و در نتیجه تجارت از راه دور را کاهش داد.